# 鶴川一家
鶴川一家（つるかわいっか）は東京都文京区に本拠を置く暴力団で、指定暴力団・住吉会の2次団体。
平塚一家の初代でもある内川勘次郎により結成。

## 系譜
- 初代 - 内川勘次郎
- 二代目 - 赤桐文吉
- 三代目 - 佐藤吉郎
- 四代目 - 奥村剛一郎
- 五代目 - 関口 弘
- 六代目 - 遠山武志（住吉会常任相談役）